# Obergut (Egestorf)
Das Obergut ist ein als Baudenkmal geschütztes Anwesen im Barsinghäuser Stadtteil Egestorf (Deister) in Niedersachsen.

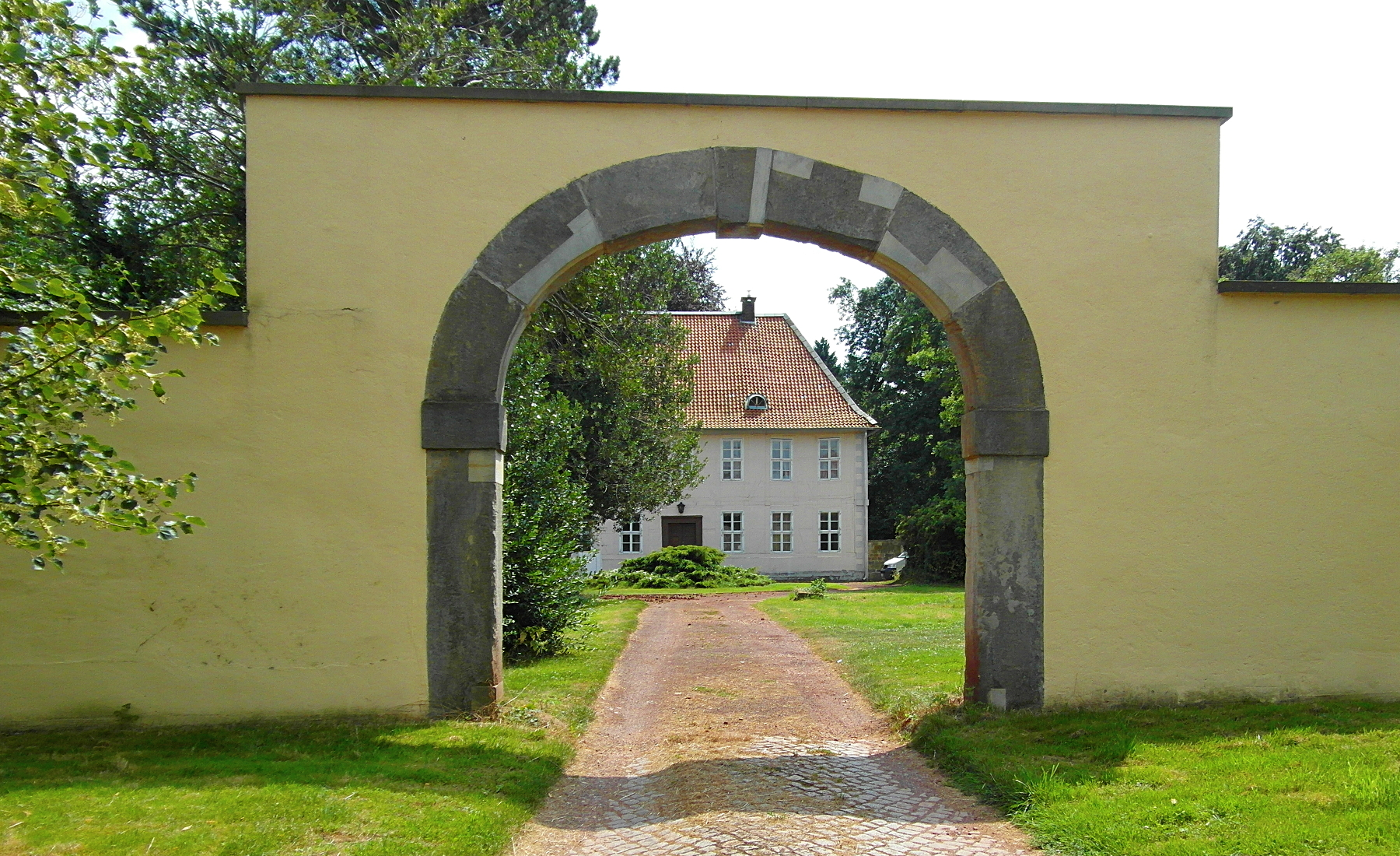
Das Obergut Egestorf

## Geschichte
Der Egestorfer Holzgraf Hans Huldersen, der das Egestorfer Untergut bewohnte, hatte Ende des 16. Jahrhunderts an der Straße nach Nienstedt eine Hofstelle angelegt und die darauf fälligen Abgaben entrichtet. Nachdem das Untergut im und nach dem Dreißigjährigen Krieg wiederholt niederbrannte, verlegte wohl in den 1660er Jahren sein Sohn und Nachfolger Erich Daniel Huldersen seinen Wohnsitz in ein auf der Hofstelle kurz zuvor neu errichtetes großes „Pallatium“, das sogenannte Obergut. 
Huldersen starb im Jahr 1664. Es folgten juristische Auseinandersetzungen, als Leo Johan Schwartze, der Besitzer des Rittergutes Egestorf behauptete, das Untergut sei zu Lasten der Allmende unerlaubt vergrößert worden, was eine eigens eingesetzte Kommission zum Teil bestätigte. Huldersens Witwe verkaufte schließlich 1669 das Obergut für 1300 Reichstaler und „einem weißen türckischen Pferde mit darauf gehörigen Sattel und Zeug“ im Wert von weiteren 100 Talern.
Schwartze übertrug bald darauf mit Genehmigung von Herzog Johann Friedrich die Rechte und Privilegien seines verfallenen Rittergutes auf das erworbene Obergut.
Mit dem Rittergut war lange das Patronat der Klosterkirche Barsinghausen verbunden.

## Beschreibung

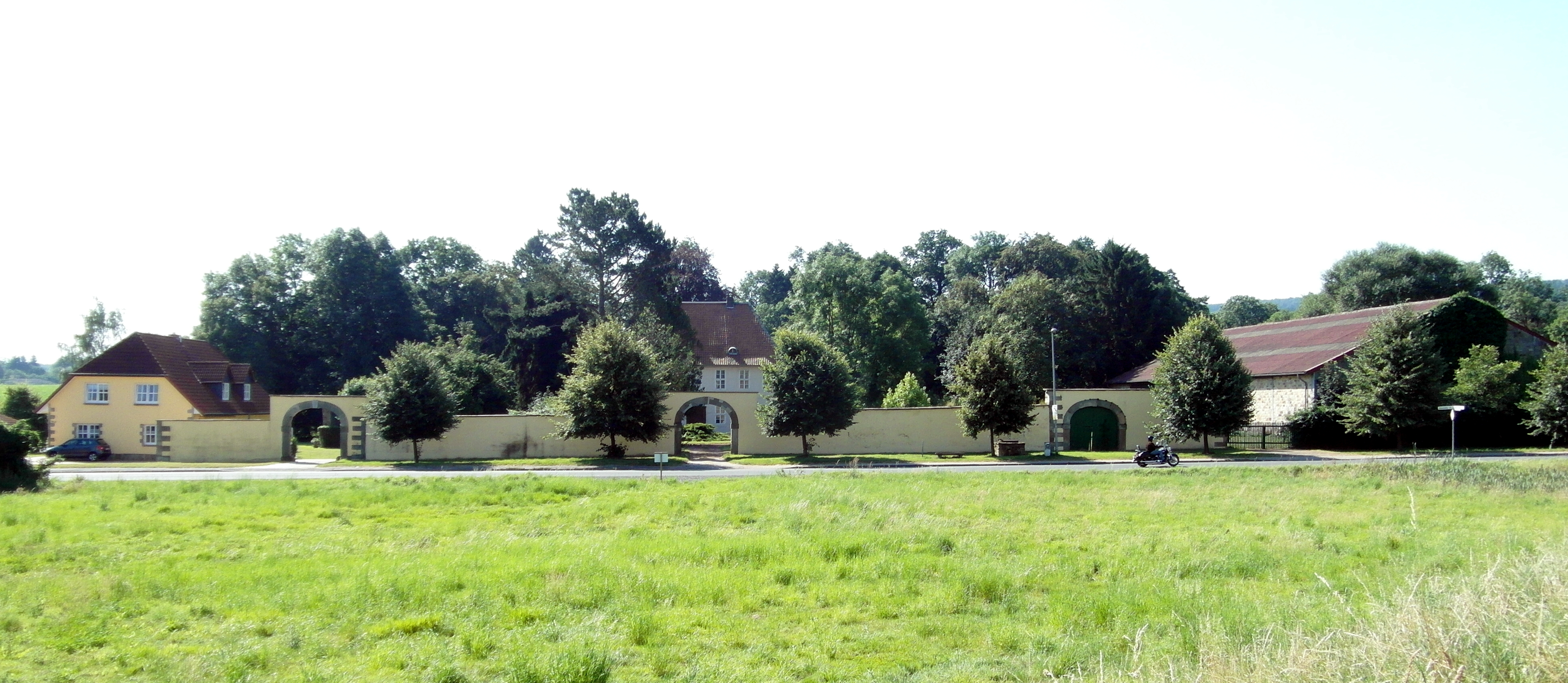
Das von Nebengebäuden und der Gutsmauer umschlossene Anwesen

Das im 18. Jahrhundert errichtete Herrenhaus des Obergutes entstand möglicherweise aus Huldersens „Pallatium“. Die hohe Gutsmauer und die langgestreckten Nebengebäude beiderseits des Haupthauses verleihen der Anlage einen geschlossenen Charakter.